# Brigades Jihad Jibril
Les Brigades Jihad Jibril (arabe:كتائب جهاد جبريل, romanisé:Kata'ib Jihad Jibril) forment la branche paramilitaire du Front populaire de libération de la Palestine-Commandement général (FPLP-CG). Elles portent le nom de Jihad Jibril, le fils du fondateur Ahmed Jibril, et ancien chef des brigades, mort dans un attentat en 2002. Leur symbolique est le drapeau du FPLP-CG en noir et blanc.

## Histoire
À l'origine, elles forment la branche paramilitaire du FPLP-CG, fondé en 1969 à la suite d'une scission du FPLP par rapport au refus de Jibril de la marxisation du FPLP.
Les Brigades ont participé au conflit du Sud-Liban aux côtés du Hezbollah, du Front national libanais de la résistance et du Mouvement Amal contre les forces armées israéliennes et leurs collaborateurs de l'Armée du Liban Sud. À la même époque, le FPLP-CG s'allie ouvertement au Hezbollah.
Elles prennent le nom de leur chef, Jihad Ahmed Jibril, à la suite de la mort de ce dernier en 2002.
En 2008, les Brigades Jihad Jibril tiraient des roquettes contre la ville israélienne de Netivot.
Les Brigades forment leurs propres armes et disposent de fabricants d'explosifs, de missiles. Bien que d'obédience laïque, les Brigades se sont rapprochées du Hamas dans les années 2000, mais s'en éloignent dans les années 2010 à la suite de la guerre civile syrienne. Elles sont actives dans la bande de Gaza.
Elles participent activement à la guerre civile syrienne aux côtés du gouvernement syrien baasiste, et se sont heurtées à l'Armée syrienne libre pendant la bataille du camp de Yarmouk, ainsi qu'au groupe terroriste mondial Daech. Elles se sont notamment battues dans le camp de Yarmouk. Elles affrontent également le groupe palestinien islamiste pro-rebelle Aknaf Beit al-Maqdess.
Environ 400 membres du FPLP-CG seraient morts durant la guerre civile.
Les brigades Jihad Jibril participent activement aux formations conjointes dans la bande de Gaza avec les autres factions palestiniennes. Elles coopèrent activement avec le Jihad islamique palestinien malgré leurs différences idéologiques.
Elle participent à l'opération Déluge d'al-Aqsa en octobre 2023 qui provoquent un conflit entre la bande de Gaza et Israël.